# Magnets (chanson)
Pour les articles homonymes, voir Magnet.
Singles par Disclosure
Jaded (en)
(2015) Nocturnal (en)
(2016)
Singles par Lorde
Yellow Flicker Beat
(2014) Green Light
(2017)
Magnets est une chanson du groupe de musique électronique britannique Disclosure et de l'auteure-compositrice-interprète néo-zélandaise Lorde sortie le 23 septembre 2015.

## Classements et certifications
| Classement (2015-16)                           | Meilleure position |
| ---------------------------------------------- | ------------------ |
| Australie (ARIA)                               | 14                 |
| Belgique (Flandre Ultratop 50 Singles)         | 33                 |
| Belgique (Flandre Ultratop 50 Airplay)         | 19                 |
| Belgique (Flandre Ultratop 50 Dance)           | 3                  |
| Belgique (Wallonie Ultratip Bubbling Under 50) | 40                 |
| Belgique (Wallonie Ultratop 50 Dance)          | 31                 |
| Canada (Hot 100)                               | 58                 |
| Canada (Canada Rock)                           | 39                 |
| Canada (Digital Songs)                         | 28                 |
| Écosse (OCC)                                   | 63                 |
| États-Unis (Bubbling Under Hot 100)            | 2                  |
| États-Unis (Adult Alternative Songs (en))      | 17                 |
| États-Unis (Alternative Songs)                 | 13                 |
| États-Unis (Hot Dance/Electronic Songs)        | 8                  |
| États-Unis (Dance/Mix Show Airplay)            | 25                 |
| États-Unis (Digital Songs)                     | 46                 |
| États-Unis (Dance Club Songs)                  | 1                  |
| États-Unis (Rock Airplay)                      | 20                 |
| France (SNEP)                                  | 87                 |
| Irlande (IRMA)                                 | 64                 |
| Nouvelle-Zélande (RMNZ)                        | 2                  |
| Pays-Bas (Tipparade)                           | 23                 |
| Pays-Bas (Single Top 100)                      | 74                 |
| Pays-Bas (Dance Top 30)                        | 17                 |
| Portugal (AFP)                                 | 90                 |
| Royaume-Uni (UK Singles Chart)                 | 71                 |
| Royaume-Uni (UK Dance Chart)                   | 20                 |
| Slovaquie (IFPI Singles Digitál)               | 49                 |
| Tchéquie (IFPI Rádio)                          | 27                 |
| Tchéquie (IFPI Singles Digitál)                | 57                 |

| Classement (2015)                        | Position |
| ---------------------------------------- | -------- |
| États-Unis (Dance/Electronic Songs (en)) | 48       |
| Classement (2016)                        | Position |
| Belgique (Flandre Ultratop Dance)        | 58       |
| États-Unis (Dance Club Songs)            | 33       |
| États-Unis (Dance/Electronic Songs)      | 29       |

| Région | Certification | Ventes/Streams |
| --- | ------------- | -------------- |
| Australie (ARIA) | Platine       | 70 000‡        |
| Nouvelle-Zélande (RMNZ) | 2 × Platine   | 30 000*        |
| Royaume-Uni (BPI) | Argent        | 200 000‡       |
| *Ventes selon la certification ^Mise en rayon selon la certification xNon précisé par la certification ‡ventes/streaming selon la certification |               |                |